# Wołodymyr Doronin
Wołodymyr Witalijowycz Doronin, ukr. Володимир Віталійович Доронін (ur. 15 stycznia 1993 w Doniecku) – ukraiński piłkarz, grający na pozycji pomocnika.

## Kariera piłkarska

### Kariera klubowa
Wychowanek klubów Szachtar Donieck i Olimpik Donieck, barwy których bronił w juniorskich mistrzostwach Ukrainy (DJuFL). Karierę piłkarską rozpoczął w składzie Olimpika Donieck. W 2012 został wypożyczony do Szachtara, ale bronił barw tylko trzeciej drużyny. W listopadzie 2014 roku debiutował w Premier-lidze. 11 lipca 2017 przedłużył kontrakt z klubem. 15 czerwca 2018 roku opuścił Olimpik.